# Torslandaviken

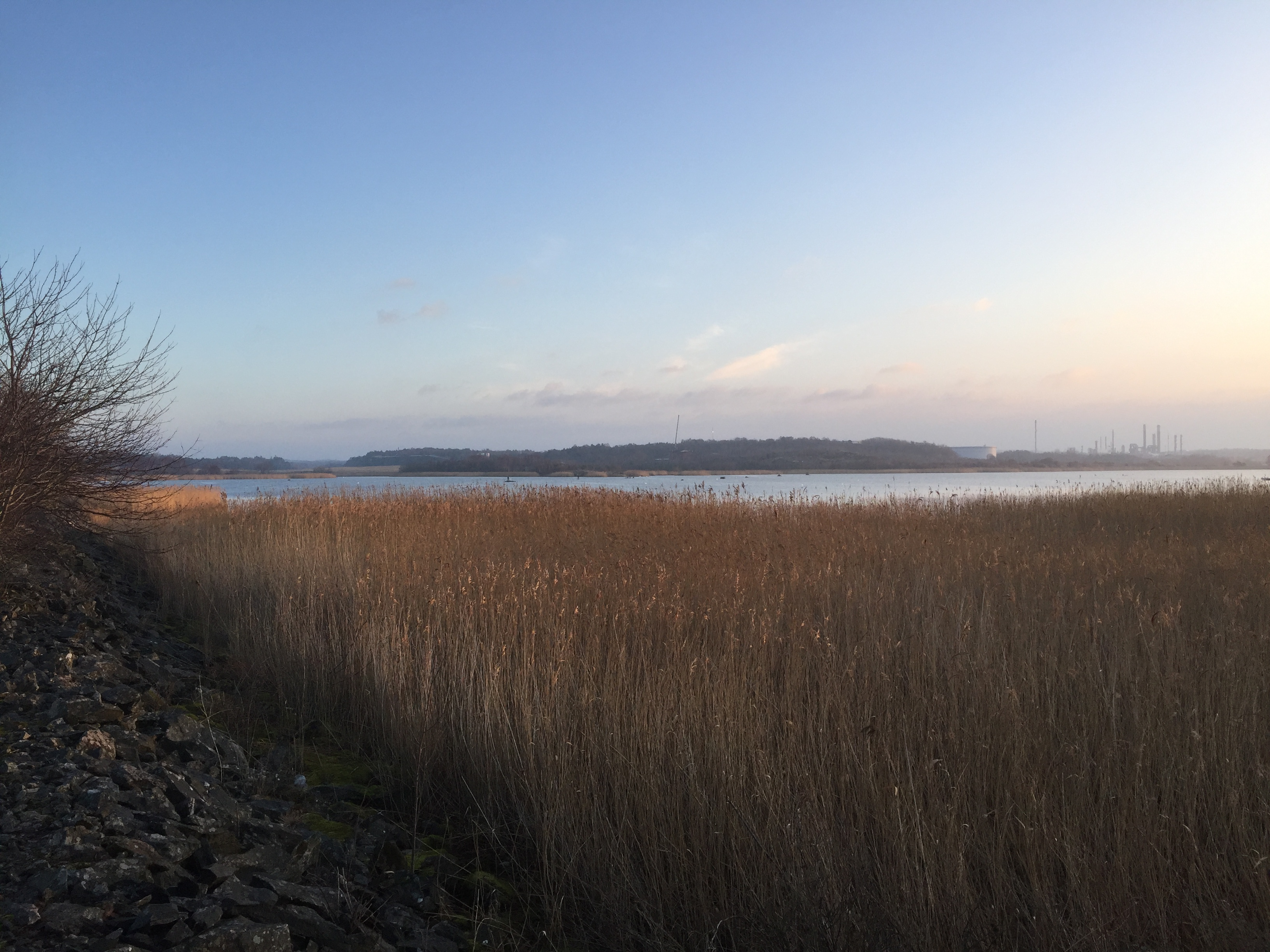
Vassbältet vid nordvästra Torslandaviken, det vill säga på Torslandasidan och gamla flygfältet.

Torslandaviken eller Torsviken är en avsnörpt vik som ligger i Göteborgs hamns västra ände på Hisingssidan av Göta älvs mynning. Området är känt för sin fågelrikedom och det förs diskussioner om att delar av Torslandaviken ska bli naturreservat, men naturvärdena står i konflikt med andra intressen, främst rörande hamnen vars administrativa gräns går igenom området.

## Geografi

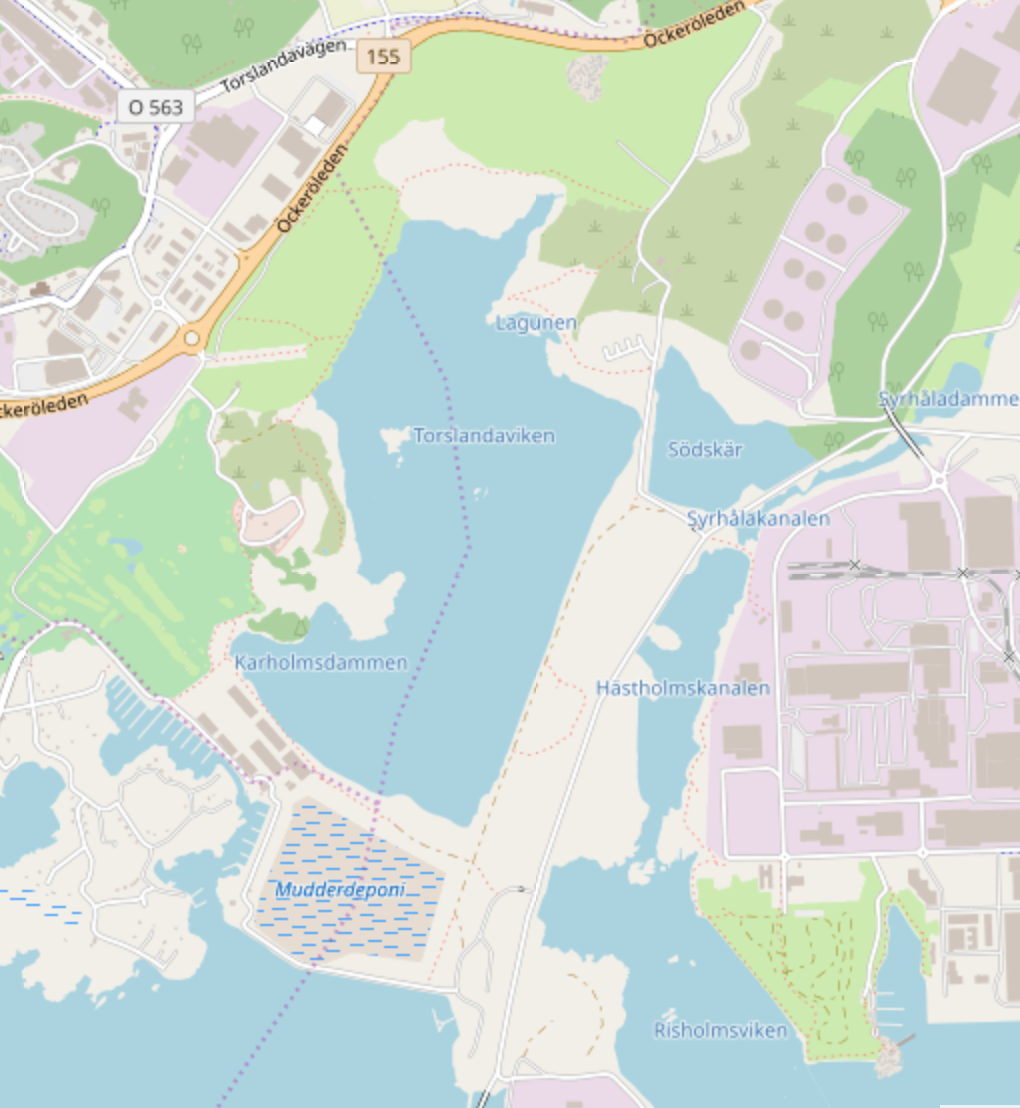
Karta över Torslandaviken.

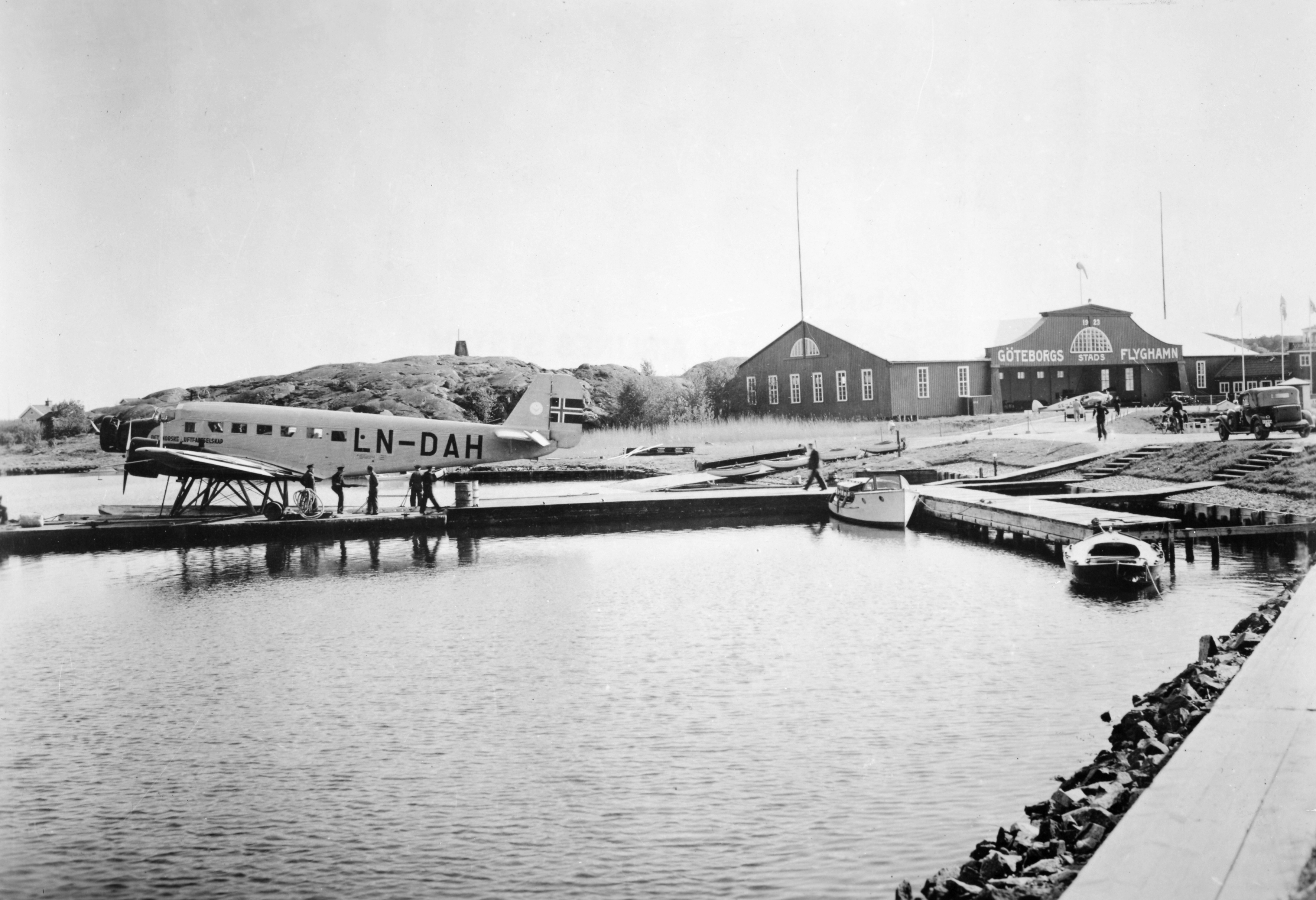
Torslandaviken användes av Torslanda flygfält för att sjöflygplan skulle kunna lägga till. Detta fotografi är från 1940-talet.

Torslandaviken är en avsnörpt vik i Göta älvs mynning på Hisingssidan, i anslutning till Torslanda, mellan Arendal och Andalen. Torslandavikens västra strand utgör tätorten Torslandas sydöstra gräns och landskapsgränsen mellan Västergötland och Bohuslän går rakt igenom Torslandaviken.
Området består av ett antal dammar, kanaler och buskmarker, där man främst kan nämna de två grunda dammarna Karholmsdammen och Södskärsdamnen och den före detta Mudderdammen som idag snarare kallas Mudderdeponin eftersom den numera sällan är vattenfylld.
Biotopen är av en slättsjökaraktär med dyiga bottnar och stränder. Delar av Torslandaviken är ett ruderatområde och där finns partier med vass, starr, och ängsmark med nyponbuskar

## Verksamheter i området
Torslandaviken ligger granne med Torslanda golfbana, gamla flygfältet, Torslanda småbåtshamn och Volvo Arendalsområdet.
Torslandaviken påverkades mycket vid bygget av gamla flygfältet. I ett första steg skulle fältet omfatta minst 25 hektar och utbyggnad skulle kunna ske efter hand till totalt omkring 200 hektar, vilket skulle kräva utfyllnad av Torslandaviken. Det krävdes också ett område på vattnet av minst 1 000 meter med två olika stråk för sjöflyget. Flygfältet invigdes 1923. En utbyggnad påbörjades den 1 juli 1939 som kom att pågå fram till 1948 och fältets yta omfattade därefter 128 hektar efter mer utfyllnad av viken. En ytterligare förlängning av fältet blev klar i september 1955 vilket innebar att ytterligare drygt 3 hektar av Torslandaviken fylldes ut.
Sjöflygplatsen stängdes den 20 april 1967.

## Fågelskådning
Torslandaviken är populär bland fågelskådare eftersom viken är en viktig rastplats för flyttfåglar som änder, svanar och vadare, och i området i sin helhet, exempelvis kring mudderdeponin, rastar tättingar. Bland de häckande fåglarna märks bland annat smådopping och en stor backsvalekoloni. Vintertid övervintrar ofta salskrake i viken. Fram till och med 2024 har det observerats 290 olika fågelarter på lokalen. Det finns ett fågeltorn vid Karholmsdammen norra del nära den strandremsa som fågelskådare kallar Vadarstranden.